# 3-甲氧基苯乙腈
3-甲氧基苯乙腈是一种有机化合物，化学式为C9H9NO。它可由3-甲氧基氯化苄和氰化钠反应制得。Na/15-冠-5/H2O体系可以将其碳-氰键断裂，得到3-甲基苯甲醚。

## 应用
3-甲氧基苯乙腈可用于药物乙甲丁酰胺的合成：